# Wendy Richard
Wendy Richard, nata Wendy Emerton (Middlesbrough, 20 luglio 1943 – Marylebone, 26 febbraio 2009), è stata un'attrice britannica.

## Filmografia parziale

### Cinema
- 2000: la fine dell'uomo (No Blade of Grass), regia di Cornel Wilde (1970)
- Sequestro pericoloso (Gumshoe), regia di Stephen Frears (1971)
- On the Buses, regia di Harry Booth (1971)
- Carry On Matron, regia di Gerald Thomas (1972)
- Carry On Girls, regia di Gerald Thomas (1973)
- Are You Being Served?, regia di Bob Kellett (1977)

### Televisione
- Harpers West One (1962) - 5 episodi
- No Hiding Place (1964-1965) - 3 episodi
- Hugh and I (1966) - 4 episodi
- The Newcomers (1967-1969) - 227 episodi
- Both Ends Meet (1972) - 7 episodi
- Dad's Army (1970-1973) - 4 episodi
- Not On Your Nellie (1975) - 6 episodi
- Are You Being Served? (1972-1985) - 69 episodi
- Grace & Favour (1992-1993) - 12 episodi
- EastEnders (1985-2006) - 2029 episodi